# Sumburgh
Sumburgh är en by på ön Mainland i Shetlandsöarna, Skottland. Byn är belägen 40 km 
från Lerwick. Jarlshof arkeologiska plats ligger i närheten. Orten har 868 invånare (1991).